# أكل الثلج
من اليونانية (pagos, ثلج, + phagō,للأكل )
أكل الثلج هو الإستهلاك الذي لا يقاوم للثلج والمشروبات المثلجة  ويعد شكل من أشكال الوحم (شهوة الغرائب) وقد كان مصحوباُ بأنيميا نقص الحديد وقد اظهر استجابة لمكملات الحديد موجهاً بعض الباحثين إلى افتراض أن بعض أشكال الوحم (شهوة الغرائب) قد يكون ناتج عن سوء التغذية ومضغ الثلج قد يخفف من ألم التهاب اللسان الناتج عن أنيميا نقص الحديد. وبالرغم من أن مؤسسة طب الأسنان الأمريكية توصي بعدم مضغ الثلج لأنه من الممكن أن يقلع الأسنان فبدلاً من ذلك يجب ترك الثلج للذوبان في الفم.
اتفقت الحكم الشعبية وبعض أوائل الباحثين على أن الوحم (شهوة الغرائب) تعكس شهية للتعويض عن نقص التغذية مثل قلة الحديد أو الزنك. وبعض أشكال الوحم (شهوة الغرائب) (كما في النساء الحوامل اللاتي ينقصهم الحديد) يمكن علاجها عن طريق استكمال المغذيات.
وقد أثبتت الأبحاث اللاحقة أن المواد التي يتم تناولها بشكل عام لا توفر المعادن أو المغذيات التي يعاني فيها المرضى من نقص فعندما يبدأ الناس في تناول الأطعمة غير الغذائية يسبب الوحم (شهوة الغرائب) نقص التغذية الذي يرتبط بها.
وفي حالة بحثية واحدة تم التصريح أن أكل الثلج يسبب أنيميا نقص الحديد بالرغم من اقتراح الباحثين في نفس الوقت أن مضغ الثلج ربما يفيد التهاب الفم أو التهاب اللسان.
المواد الغذائية المحصول عليها من الأطعمة غير الغذائية مثل التربة أو الثلج سوف تتغير بشكل واسع اعتماداُ على الموقع الجغرافي، فعلى سبيل المثال الثلج المصنوع من الماء العسر سوف يحتوي على معادن أكثر خاصةً الكالسيوم والماغنسيوم ولكن شرب الماء ببساطة سوف يوفر المعادن نفسها.

## العلامات والأعراض
العَرَض الرئيسي للبلع هو الرغبة الشديدة في مضغ الثلج، أولئك الذين يعانون منه سيجدون أنفسهم يمضغون باستمرار مكعبات الثلج أو قطع الثلج أو حتى الصقيع من الثلاجة، نظرًا لأن السبب الأساسي الشائع للبلع هو فقر الدم الناجم عن نقص الحديد فإن العديد من الأشخاص المصابين بهذا الاضطراب سيعانون أيضًا من الضعف والتعب والشحوب والتهاب اللسان والدوخة والصداع وبرودة الأطراف، قد تشمل الأعراض الأخرى المرتبطة بنقص الحديد تقصف الأظافر وتشقق زاوية الفم ومتلازمة تململ الساقين، يمكن أن تؤدي حالات نقص الحديد الشديدة أيضًا إلى تعويض الجسم عن انخفاض قدرة الدم على حمل الأكسجين عن طريق زيادة النتاج القلبي، وبالتالي قد يحدث أيضًا الخفقان وضيق التنفس خاصةً إذا كان هناك مرض أو حالة قلبية وعائية موجودة مسبقًا، يمكن أن يؤدي تناول الماء الزائد من أي مصدر إلى نقص صوديوم الدم وقد لوحظ في دراسة حالة واحدة على الأقل.

## الأسباب

### نقص الحديد
على الرغم من أن الاستهلاك القهري للثلج يرتبط في كثير من الأحيان بنقص الحديد إلا أن المسببات الدقيقة لهذا العرض ليست مفهومة جيدًا، هناك فرضية واحدة تنص على أن استهلاك الثلج ينشط استجابة تضيق الأوعية مما يؤدي إلى زيادة تدفق الدم إلى الدماغ، نظرًا لأن التعب هو أكثر الأعراض شيوعًا في فقر الدم الناجم عن نقص الحديد بسبب انخفاض مستويات الأكسجين الذي يتم توصيله إلى الدماغ، يُعتقد أن زيادة تدفق الدم إلى الدماغ من خلال استهلاك الثلج يزيد من اليقظة ويحسن أعراض التعب.
وقد أظهرت التقارير تحسن العرض عند إعطاء مكملات الحديد، كان الأشخاص المصابون بفقر الدم الناجم عن نقص الحديد والذين أظهروا أعراض البلع لديهم شفاء كامل لأعراضهم عند علاج مستويات الحديد لديهم مما يشير إلى الارتباط بين مستويات الحديد في الدم وأعراض البلع، في حالة أخرى تم وصف قرص 325 ملغ من كبريتات الحديدوز مرتين يوميًا للفرد المصاب، تم إعطاء الفرد أيضًا 1000 مجم من ديكستران منخفض الوزن الجزيئي خلال ساعة واحدة وتم حل أعراضه على الفور، في حالة أخرى تم إدخال امرأة مصابة بفقر الدم الناجم عن نقص الحديد المرتبط بالنزيف النسائي وأظهر فحصها الغذائي استهلاك حوالي 80 مكعب ثلج يوميًا على مدار السنوات الخمس الماضية، أعطيت مكملات الحديد وعولج فقر الدم مع اختفاء العرض في غضون أسبوعين.